# جمعية كشافة قبرص
جمعية كشافة قبرص هي المنظمة الكشفية الوطنية في قبرص. وقد تأسست في عام 1913 وأصبحت عضوا في المنظمة العالمية للحركة الكشفية في عام 1961. ولديها 5926 عضوا.

## روابط خارجية
- جمعية كشافة قبرص